# Mikki Roberts
Mikki Roberts (Tilburg, 22 februari 2002) is een Nederlands hockeyspeelster. In clubverband is ze actief als verdediger bij HC Tilburg. Sinds 2024 komt Roberts eveneens uit voor de Nederlandse hockeyploeg.

## Biografie
Roberts werd geboren in Tilburg. Ze studeert aan de Universiteit van Tilburg. In haar geboorteplaats komt ze als profhockeyster uit voor HC Tilburg. In januari 2022 liep Roberts bij een ski-ongeluk een zware knieblessure op en beschadigde ze haar meniscus. Hierdoor stond Roberts vijftien maanden aan de kant en keerde ze in 2023 pas weer terug als hockeyster.
Door haar blessures miste Roberts het WK -21 in Zuid-Afrika. Twee jaar later was ze wel van de partij op het WK -21 in Chili. Roberts leidde haar land als aanvoerster naar de finale, waarin ze met twee doelpunten ervoor zorgde dat Nederland -21 een penalty shoot-out wist af te dwingen die vervolgens werd gewonnen en haar land met een gouden medaille naar huis ging. Roberts werd in 2024 voor het eerst opgeroepen voor de Nederlandse hockeyploeg. Ze debuteerde in de Hockey Pro League. Ze wist met haar land de Pro League te winnen door in de finale Duitsland te verslaan. Onder de nieuwe bondscoach Raoul Ehren verkreeg Roberts een vaste plek in de Nederlandse selectie.

## Internationale erelijst
- Hockey Pro League 2023/24
- EK -21 in Chili (2023)